# ضوران (ردفان)
ضوران هي إحدى قرى عزلة الحبيلين بمديرية ردفان التابعة لمحافظة لحج، بلغ تعداد سكانها 49 نسمة حسب تعداد اليمن لعام 2004.